# Fidel Pombo
Fidel Pombo Robelledo (Bogotá, 1837-Ibídem, 1901) fue un ingeniero, científico, educador, escritor, humanista y curador de arte colombiano. 
Fue director del Museo Nacional de Colombia entre 1885 a 1901.

## Biografía
Fidel nació en Bogotá, en 1837, en el seno de una familia aristocrática de la ciudad de ascedencia hispano-irlandesa y con importancia en el Estado. De hecho, su padre, Lino de Pombo, era secretario de Relaciones Exteriores de Colombia al servicio del presidente Francisco de Paula Santander cuando Fidel nació.
Ingresó al prestigioso colegio San Bartolomé, y luego estudió en el colegio militar, ambos en su natal Bogotá.

## Familia
Fidel era miembro de la aristocracia bogotana del siglo XIX, siendo parte de la familia Pombo. Era hijo del diplomático neogranadino Lino de Pombo, y de la dama de Popayán Ana María Rebolledo Tejada. 
Era hermano de Felisa, Beatriz, Juana, Rafael y Manuel Pombo Robelledo. Su hermano Rafael destacó como un importante escritor y es considerado como una figura nacional de la poesía; y su hermano Manuel fue un importante abogado y doctrinante en Colombia, autor de la obra Los Doce Códigos de Cundinamarca.

### Ascendencia
Su padre era hijo del abogado de Popayán, Manuel de Pombo y Ante, tesorero de la Casa de Moneda de la ciudad (fundada por el noble criollo Pedro Agustín de Valencia) y firmante del Acta de la Independencia de Colombia; y de la noble española Beatriz O'Donnell y Anethant, quien estaba emparentada con la nobleza irlandesa, incluyendo el noble Calvagh O'Donnell. Además Lino era primo del noble español Leopoldo O'Donnell, I Duque de Tetuán y I Conde de Lucena; y sobrino del noble español Enrique José O'Donnell, I Conde de La Bisbal.
Por otro lado su madre era hija de Francisco Antonio Rebolledo y Valencia, y de Juana Tejada y Valencia, parientes ambos y miembros de la familia Valencia, a la que también pertenecía el banquero Pedro Agustín de Valencia, quien, de hecho, era abuelo materno de Francisco Robelledo.